# Cesanese di Affile riserva
Cesanese di Affile riserva o Affile riserva è un vino a DOC istituita con decreto del 30 novembre 2011 pubblicato sulla gazzetta ufficiale nº 295 del 20 dicembre 2011
prodotto nei comuni di Affile, Roiate, Arcinazzo Romano in provincia di Roma

## Vitigni con cui è consentito produrlo
- Cesanese d’Affile minimo 90%
- altri vitigni a bacca rossa idonei alla coltivazione per la Regione Lazio per non più del 10%.

## Tecniche di produzione
Densità non inferiore a 3 000 ceppi per ettaro (sia per nuovi impianti che reimpianti) . È vietato il sistema di allevamento a tendone o pergola.
È vietata ogni pratica di forzatura.
È ammessa l'irrigazione di soccorso.
Deve essere invecchiato almeno per 24 mesi (a decorrere dal 1º novembre dell'anno della vendemmia) di cui gli ultimi 6 mesi in bottiglia.

## Caratteristiche organolettiche
- colore: rosso rubino tendente al granato con l'invecchiamento;
- odore: intenso e persistente;
- sapore: secco, armonico, vellutato;
- acidità totale minima: 4,5 g/l;

## Informazioni sulla zona geografica
Vedi: Cesanese di Affile DOC

## Storia
Vedi: Cesanese di Affile DOC

## Produzione
Provincia, stagione, volume in ettolitri